# Ерік Оллман
Ерік Пол Оллман (англ. Eric Paul Allman, * 2 вересня, 1955, Ель-Керріто, Каліфорнія) — американський програміст, який брав участь у розробці поштової програми sendmail і її попередниці delivermail в кінці 1970 і початку 1980-х років в Каліфорнійському університеті в Берклі.

## Біографія
З ранніх років Ерік знав, що він хоче працювати в області комп'ютерів, переходячи на сервер своєї вищої школи і пізніше використовуючи обчислювальний центр Берклі для своїх комп'ютерних потреб. У 1973, він вступив до університету в Берклі, якраз тоді ОС Unix почала набувати популярності в академічних колах. Він отримав ступені BS and M.S. в 1977 і 1980 відповідно.

## Sendmail та інші продукти
Так як код Unix був доступний в Берклі, місцеві хакери швидко зробили багато доповнень до коду AT&T. Одним з таких доповнень був delivermail, який в 1981 перетворився на sendmail. Як MTA, він був спроектований для доставки e-mail на досі відносно маленьку (якщо порівнювати з сьогоднішньою мережею Інтернет) ARPANET, яка складалася з безлічі маленьких мереж з більший кількістю різних форматів для заголовків електронної пошти.
Sendmail пізніше став важливою частиною Berkeley Software Distribution (BSD) і продовжує бути найбільш широко використовуваної MTA на Unix системах. У 1998, Ерік заснував «Sendmail, Inc.», зі штаб-квартирою в Емервіль, Каліфорнія, для проприетарной роботи над поліпшенням sendmail.

## Особисте життя
Оллман, який є відкритим геєм, живе в Берклі, Каліфорнія, з Маршаллом Кірком МакКусіком, який був його партнером понад 30 років, перш ніж вони уклали шлюб у жовтні 2013 року. Вони вперше зустрілися в аспірантурі. МакКусік є провідним розробником BSD.
Є якась збочена насолода в усвідомленні того, що практично неможливо надіслати лист ненависті через Інтернет, не торкаючись гейської програми. Це якось смішно.— Ерік Оллман